# Comté de Tippah
Le comté de Tippah est situé dans l’État du Mississippi, aux États-Unis. Il comptait 20 826 habitants en 2000. Son siège est Ripley.